# Melissa Gilbert

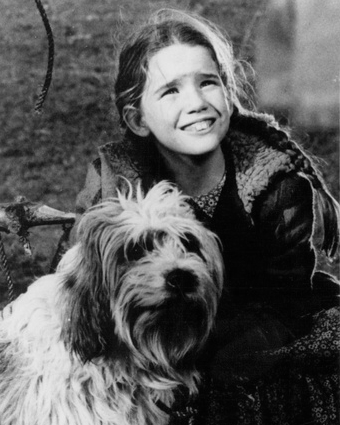
Melissa Gilbert i rollen som Laura Ingalls i Lilla huset på prärien.

Melissa Gilbert, född 8 maj 1964 i Los Angeles i Kalifornien, är en amerikansk skådespelare. Gilbert är mest känd i rollen som Laura Ingalls i Lilla huset på prärien. 
Hon är adoptivdotter till skådespelaren och komikern Paul Gilbert (1918–1976) och Barbara Crane. Melissa Gilbert var tidigare gift med skådespelaren Bruce Boxleitner. Paret skilde sig 2011. År 2013 gifte hon om sig med skådespelaren Timothy Busfield.
Han var ordförande för fackföreningen Screen Actors Guild 2001–2005.
Jonathan Gilbert är Gilberts bror.

## Filmografi i urval
- 1967 – The Reluctant Astronaut
- 1972 – Krutrök (TV-serie)
- 1974–1983 – Lilla huset på prärien (TV-serie)
- 1977 – Christmas Miracle in Caufield, U.S.A.
- 1978 – Kärlek ombord (TV-serie)
- 1979 – The Miracle Worker
- 1979 – Little House Years
- 1980 – The Diary of Anne Frank
- 1983 – Little House: Look Back to Yesterday
- 1984 – Little House: Bless All the Dear Children
- 1984 – Little House: The Last Farewell
- 1985 – Faerie Tale Theatre (TV-serie)
- 1990 – Without Her Consent
- 1990 – The Lookalike
- 1992–1994 – Batman: The Animated Series (röst)
- 1993 – Shattered Trust: The Shari Karney Story
- 1994–1995 – Sweet Justice (TV-serie)
- 1995 – Zoya
- 2000 – A Vision of Murder: The Story of Donielle
- 2002 – Providence (TV-serie)
- 2004–2005 – Hollywood Wives (TV-serie)
- 2005 – Sjunde himlen (TV-serie)
- 2006 – Nip/Tuck (TV-serie)
- 2012 – Dancing with the Stars